# Andrés Feliz
Andrés Rafael Feliz Sarita (Santo Domingo, República Dominicana, 15 de juliol de 1997) és un jugador de bàsquet que mesura 1,83 metres d'estatura i juga a la posició de base. És internacional per la República Dominicana a les competicions internacionals.

## Trajectòria esportiva
A la seva etapa a l'institut va jugar al West Oaks Academy d'Orlando, Florida. A la temporada 2014-15 va aconseguir el campionat estatal de la Sunshine Independent Athletic Association liderant l'equip del seu institut i sent nomenat Jugador Més Valuós del campionat. També va liderar el seu equip amb un rècord de 32-4. Es va forma al Northwest Florida State College on jugaria durant dues temporades, des del 2016 al 2018. Aquell any ingressa a la Universitat d'Illinois a Urbana-Champaign on jugaria durant dues temporades més amb els Illinois Fighting Illini, fins al 2020.
El 12 de febrer de 2021 s'incorpora a les files del Club Bàsquet Prat de la Lliga LEB Plata, on aconsegueix una mitjana de 18,9 punts, 4,5 rebots i 3,3 assistències per partit. En acabar la temporada fitxa pel Club Joventut Badalona, equip ACB, del qual el Prat n'era el vinculat. L'estiu de 2024 el Reial Madrid paga la seva clàusula de rescissió al Joventut i el fitxa per les properes tres temporades.

## Selecció dominicana
L'agost del 2013 va guanyar la medalla d'or al Centrobasket Sub-17 a Caguas, Puerto Rico, i el 2014 la medalla de bronze al Americas U18. En el mes de juliol de 2015 Andrés va fer el seu debut amb la selecció absoluta de la República Dominicana als Jocs Panamericans de 2015 celebrats a Toronto, Canadà. Aquell mateix any va ser el màxim anotador del Campionat Mundial de Bàsquet Sub-19. L'any 2021 va aconseguir la medalla de plata al classificatori per la Copa Amèrica de 2022.